# 아이스테이션 U43
아이스테이션 U43(i-STATION U43)은 아이스테이션이 2007년 11월 30일에 출시한 포터블 미디어 플레이어이다.

## 세부 모델
세부 모델과 각 모델별 차이는 아래와 같다.
| 모델명       | Wi-Fi  | DMB    | TV-Out | 내비게이션 | 전자사전             |
| ------------ | ------ | ------ | ------ | ---------- | -------------------- |
| U43 Academy  | 미지원 | 미지원 | 미지원 | 미지원     | 한국어사전, 영어사전 |
| U43 Standard | 지원   | 미지원 | 미지원 | 미지원     | 한국어사전, 영어사전 |
| U43 DMB      | 지원   | 지원   | 지원   | 미지원     | 별매                 |
| U43 Navi     | 지원   | 지원   | 지원   | 지원       | 별매                 |